# Drosophila hirtiscutellata
Drosophila hirtiscutellata är en tvåvingeart som beskrevs av Alfred Sturtevant 1927. Drosophila hirtiscutellata ingår i släktet Drosophila och familjen daggflugor.
Artens utbredningsområde är Filippinerna.